# Sophie Tatischeff
Sophie Catherine Tatischeff (Neuilly-sur-Seine, 23 de outubro de 1946 - Paris, 27 de outubro de 2001) foi uma editora e diretora de filmes francesa.
Tatischeff é filha de Jacques Tati. Começou sua carreira como editora assistente do filme de seu pai, em 1967, Play Time. Também foi editora de Trafic (1971) e Parade (1974) (1974).
Posteriormente, tendo falecido Jacques Tati, produziu a versão colorida de sua obra de 1949, Jour de fète.

## Formação e Início de Carreira
Nascida em Neuilly-sur-Seine, Sophie era filha de Jacques Tati e de Micheline Winter. Iniciou sua formação cinematográfica como assistente de montagem em Play Time (1967), obra-prima de seu pai. Posteriormente, assumiu a montagem de Trafic (1971) e Parade, consolidando-se como montadora de estilo refinado e domínio técnico. Além de colaborar com Tati, trabalhou em filmes de outros diretores franceses de prestígio, como Jean-Pierre Melville (Un flic, 1972), Jean-Jacques Annaud (Coup de tête, 1979) e Coline Serreau (Pourquoi pas!, 1977) .

## Direção e Reconhecimento
Em 1978, Sophie estreou na direção com o curta-metragem Dégustation maison, que lhe rendeu o Prêmio César de Melhor Curta-Metragem de Ficção em 1979 . No mesmo ano, co-dirigiu com seu pai o documentário Forza Bastia, sobre o clube de futebol SC Bastia, cuja finalização ocorreu apenas em 2002, após sua morte . Em 1998, dirigiu Le Comptoir, longa-metragem ambientado na Bretanha, demonstrando sua sensibilidade narrativa e estética própria .

## Preservação do Legado de Jacques Tati
Após o falecimento de Jacques Tati em 1982, Sophie dedicou-se à preservação e restauração de sua obra. Em 1994, fundou o estúdio Son pour Son, onde liderou a restauração da versão colorida de Jour de fête (1949), utilizando negativos originais que haviam sido considerados inutilizáveis . Em 2001, co-fundou a produtora Les Films de mon oncle, com Jérôme Deschamps e Macha Makeïeff, visando recuperar os direitos dos filmes de Tati e relançá-los em versões restauradas, incluindo uma edição integral de Playtime .
Seu trabalho foi fundamental para a redescoberta crítica da obra de Jacques Tati e para a valorização da montagem como linguagem artística. O filme de animação L'Illusionniste (2010), baseado em roteiro inédito de Tati, foi dedicado a ela e apresenta uma personagem inspirada em sua figura .
Sophie Tatischeff morreu em Paris depois de sofrer de um longo câncer em 2001

## Filmografia Selecionada =
- Un flic (1972, Diretora Assistente)
- Degustation Maison (1976, Diretora)[4]
- Le Comptoir (1997, Diretora)[5]

### Montadora
- Playtime (1967) – assistente de montagem
- Trafic (1971)
- Parade (1974)
- Pourquoi pas! (1977)
- Canta Gitano (1982)

### Diretora
- Dégustation maison (1978)
- Forza Bastia (1978, co-direção)
- Le Comptoir (1998)

## Prêmios
- Premio César
  - Premio César pelo melhor curta-metragem de ficção Dégustation Maison (1979)